# ليندا غاري
ليندا غاري (بالإنجليزية: Linda Gary)‏ هي ممثلة أمريكية، ولدت في 4 نوفمبر 1944 في كاليفورنيا في الولايات المتحدة، وتوفيت في 5 أكتوبر 1995 في شمال هوليوود ‏ في الولايات المتحدة.

## وصلات خارجية
- ليندا غاري على موقع IMDb (الإنجليزية)
- ليندا غاري على موقع ألو سيني (الفرنسية)
- ليندا غاري على موقع أول موفي (الإنجليزية)
- ليندا غاري على موقع قاعدة بيانات الفيلم (الإنجليزية)
- ليندا غاري على موقع كينوبويسك (الروسية)